# Donji Kukuruzari
Donji Kukuruzari – wieś w Chorwacji, w żupanii sisacko-moslawińskiej, w gminie Donji Kukuruzari. W 2011 roku liczyła 297 mieszkańców.